# Сержипі
Сержипі (порт. Sergipe) — штат Бразилії, розташований у Північно-східному регіоні. Це один з найменших за площею (26-ий, 21 тис. км²) та 22-ий за населенням (2,2 млн.) штат Бразилії. Межує зі штатами Баїя та Алагоас, омивається Атлантичним океаном. Столиця та найбільше місто штату — Аракажу. Назва штату походить від мови тупі-гуарані та означає «крабова річка». Скорочена назва штату «SE».